# Actinocyclidae
Actinocyclidae O'Donoghue, 1929 è una famiglia di molluschi nudibranchi.

## Tassonomia
La famiglia comprende due generi:
- Actinocyclus Ehrenberg, 1831 (2 sp.)
- Hallaxa Eliot, 1909 (15 sp.)

Altri due generi in precedenza attribuiti alla famiglia sono ora considerati dei sinonimi:
- Halla Bergh, 1877 sinonimo di Hallaxa
- Sphaerodoris Bergh, 1877  sinonimo di Actinocyclus